# Casa de Meclemburgo
A Casa de Meclemburgo ou de Meclemburgo é uma dinastia norte-alemã de origem eslávica que governou até 1918. A rainha Juliana dos Países Baixos (1909-2004), antiga rainha dos Países Baixos (1948-1980), foi um membro agnático dessa casa.

## Origens
Niklot era um senhor da tribo venda dos Obotritas. Quando o Sacro Império Romano se expandiu em direcção a leste, mais especificamente para a costa do Báltico no século XIII, uma parte dos senhores obotritas aliaram-se aos líderes alemães e, assim, fortaleceram as suas posições. Os mais poderosos foram os que se tornaram os primeiros senhores de Meclemburgo (nome que tem origem no seu principal castelo, Mikla Burg, que significa "grande castelo"). O principal ramo da casa foi elevado a ducado em 1347 e foram-se tornando cada vez mais germânicos, preservando assim a sua posição.

## Reis da Suécia da Casa de Meclemburgo
A Casa de Mecklenburgo (Mecklenburgska ätten) teve um único monarca na Suécia, não se podendo portanto falar de uma dinastia:
- 1363-1389 - Alberto da Suécia (Albrekt av Mecklenburg)

## Reivindicação do trono da Suécia
A partir do século XIV, os duques de Meclemburgo começaram a lutar pela herança do trono da Suécia, uma vez que o duque de Meclemburgo era descendente de duas mulheres que várias lendas afirmavam descender das casas reais escandinavas.
- Henrique II de Meclemburgo: a sua bisavó paterna, uma nobre escandinava chamada Cristina, casada com o duque Henrique Borwin II de Meclemburgo (m. 1226), era filha do rei Suérquero II da Suécia com a sua primeira esposa. Cristina era mão do duque João I de Meclemburgo, cujo filho era Henrique I de Meclemburgo. A sua avó materna, uma senhora chamada Mariana, primeira esposa do duque Barnim I da Pomerânia, senhor de Wolgast, era irmã do rei Érico XI da Suécia. Mariana deu à luz apenas uma filha chamada Anastásia da Pomerânia que depois se casou com o duque Henrique I de Meclemburgo e foi mãe de Henrique II de Meclemburgo.

A dinastia Suérquero tinha sido há muito extinta, tendo acabado por perder o trono para Érico XI. A linha masculina de Érico X também estava extinta e outros descendentes vindos das suas filhas tinham sido ultrapassados por Birger Jarl, marido de uma das suas filhas, Ingeborg Eriksdotter da Suécia. Birger fez todos os preparativos para garantir a sucessão ao trono dos seus filhos.
Esta reivindicação, na verdade, durou apenas durante um breve reinado: o filho de Henrique II, o duque Alberto II de Meclemburgo, casou-se com uma parente escandinava, a herdeira Eufémia da Suécia e Noruega, nascida em 1317. O segundo filho do casal, o duque Alberto III de Meclemburgo, depôs o seu tio do trono sueco e passou a ser rei.
A rainha-regente Margarida escolheu Érico da Pomerânia, um descente do irmão mais velho de Alberto III, para seu herdeiro. Os monarcas da união de Kalmar eram descendentes bilaterais da Casa de Meclemburgo.
A Casa de Meclemburgo unilateral descendia do filho mais novo de Eufémia, o duque Magno I de Meclemburgo e continuou a persistir nos seus direitos ao trono, ocasionalmente agitando a Suécia.

## Reivindicação ao trono da Noruega
O reino hereditário da Noruega era o único país da Escandinávia medieval onde o trono era herdado e não eleito. Quando o rei Olavo IV da Noruega ainda era uma criança e a sua mãe Margarida a sua regente, os duques de Meclemburgo já avançavam com as suas reivindicações.
O direito de sucessão dos Meclemburgo vinha através da princesa Eufémia da Suécia, neta do rei Haakon V da Noruega.
Quando Olavo IV morreu em 1387, a Noruega ficou sem monarca, passando a ser governada por um governo encabeçado pela regente Margarida que pouco depois escolheu o seu herdeiro, Érico da Pomerânia, cuja mãe, a duquesa Maria de Meclemburgo, tinha sido a neta mais velha da princesa Eufémia. O tio e antigo inimigo de Margarida foi excluído.
Quando o sobrinho de Érico, o rei Cristóvão, morreu antes da morte do deposto rei Érico III da Noruega, depois de um hiatos, outro magnata, o duque Cristiano VIII de Oldemburgo, que descendia por linha feminina da princesa Eufémia, e dos Meclemburgo, sendo bisneto da filha de Eufémia, foi escolhido em 1450 para rei da Noruega, desta vez ultrapassando o seu rival em linha masculina, o duque Henrique, o gordo, de Meclemburgo.
Os duques de Meclemburgo continuaram a ver-se como herdeiros legítimos da Noruega embora nunca tivessem conseguido retirar o reino dos Oldemburgo.

## Estados modernos de Meclemburgo
Por volta de 1711 é realizado um tratado entre os duques de Meclemburgo e o eleitor de Brandemburgo através do qual o eleitor é reconhecido como próximo herdeiro de Meclemburgo depois da sucessão masculina. A partir deste momento, os eleitores, que depois se tornariam reis da Prússia, passam a ver-se como membros da Casa de Meclemburgo e começam a utilizar os seus títulos (duque de Meclemburgo, etc…) entre aqueles que já possuíam.
A legalidade dessa concessão do tratado continua a ser muito discutida, uma vez que nenhum dos descendentes bilaterais da Casa estava presente na altura em que este foi concordado e pelo menos um deles era menor de idade.
Nos séculos XVII e XVIII, o ducado é dividido várias vezes e distribuído entre os descendentes bilaterais da Casa Ducal nos principados de Meclemburgo-Schwerin, Werle, Meclemburgo-Güstrow e Meclemburgo-Strelitz, a maioria dos quais se voltaria a concentrar no ramo principal (Schwerin) durante o século XVIII, sobrevivendo dois estados até ao final da monarquia alemã em 1918:
- Meclemburgo-Schwerin
- Meclemburgo-Strelitz

Estes ducados seriam elevados a grão-ducados no Congresso de Viena. Em 1918, menos de um ano antes da queda da monarquia, a linha masculina de Strelitz extinguiu-se, levando a que o grão-duque de Meclemburgo-Schwerin assumisse a sua regência. No entanto, a falta de claridade da sua sucessão (existia ainda um ramo menor de Strelitz a viver na Rússia) não foi resolvida até à dissolução das pequenas monarquias alemãs.

## Casa de Meclemburgo na atualidade

### Casa de Meclemburgo-Schwerin
A Casa de Meclemburgo-Schwerin extinguiu-se pela linha masculina no dia 31 de Julho de 2001 com a morte do grão-duque hereditário Frederico Francisco de Meclemburgo-Schwerin, filho mais velho e herdeiro do último grão-duque reinante, Frederico Francisco IV.
Os membros que restam da Casa de Meclemburgo-Schwerin são as filhas do duque Cristiano Luís, segundo filho de Frederico Francisco IV: a duquesa Donata (nascida em 1956) e a duquesa Edwina (nascida em 1960); a filha do duque Adolfo Frederico, a duquesa Woizlawa Feodora (nascida em 1918) e a grã-duquesa hereditária Karin (nascida von Schaper; nascida em 1920), viúva do grão-duque hereditário Frederico Francisco.